# 2018년 튀르키예 총선
2018년 튀르키예 총선은 2018년 6월 24일에 치러진 튀르키예의 총선거이다.

## 선거 제도
튀르키예는 일종의 정당명부식 비례대표제인 돈트 방식을 통해 대국민의회에 총 600명의 국회의원을 선출한다. 정당은 의회에 의원을 선출해내기 위해서 전국 투표수의 10% 이상을 얻어야 하는데, 한 정당이 여러 특정 지역에서 최다 득표를 할 수 있으나 전체 결과로는 낮게 나온다면 단 한명의 의원도 당선되지 못할 수 있다는 의미이다. 의회의 문턱이 되는 이 10% 득표 기준선은 야당 의원들의 치밀한 정밀조사라는 조건이 있는데, 10% 이하의 득표를 거둔 정당에 던져진 표는 전부 버려지고, 전국 기준선을 넘은 정당들은 의석을 더욱 손쉽게 확보할 수 있도록 만들기 때문이다. 그 예로, 2002년 총선에서 정의개발당이 전체 투표수의 34.28%를 획득했지만 의석 중 3분의 2에 가까이 확보한 적이 있었다.
의회 기준선은 무소속 후보들에게는 적용되지 않는데, 이 때문에 남동부 지역에서 큰 지지표를 받지만 전체 투표수의 10%는 확보하지 못하는 쿠르드 민족주의 성향의 정치인들은 정당에 소속된 후보 대신 무소속 후보로 출마한다. 이런 경우는 2007년과 지난 2011년 총선에서 벌어졌는데, 각각 쿠르드 민주사회당과 평화민주당이 무소속 후보를 선출했었다.

### 선거구
튀르키예는 총 85개의 선거구로 나뉘며, 각 선거구는 튀르키예 대국민의회에 특정한 수의 국회의원을 선출한다. 튀르키예 국회는 총 600석의 의원으로 구성되고, 선거구는 해당 지방의 인구수 비례에 따라 특정 의원수를 배분받는다. 튀르키예 최고 선거위원회는 선거 전에 각 선거구의 인구수 검토를 진행하고, 조사한 유권자 수에 따라 해당 선거구의 의석수를 늘리거나 줄일 수 있다.
선거구의 명칭과 경계선은 모두 튀르키예의 81개 주와 일치한다. 다만 이즈미르 주, 이스탄불 주, 앙카라 주, 부르사 주 이 네 선거구의 경우를 예외를 두고 있다. 20명에서 31명의 의원을 선출하는 주는 두 개 선거구로, 32명 이상의 의원을 선출하는 주는 세 개 선거구로 분할된다. 따라서 튀르키예에서 가장 큰 주에 속하는 세 선거구 중 이즈미르 주와 부르사 주는 두 개의 선거구로, 앙카라 주와 이스탄불 주는 세 개의 선거구로 분할된다. 선거구별로 선출되는 의석 수 배분은 다음과 같다.
| 선거구명            | 선거구명            | 의원 수 |
| ------------------- | ------------------- | ------- |
| 아다나 주           | 아다나 주           | 15      |
| 아디야만 주         | 아디야만 주         | 5       |
| 아피온카라히사르 주 | 아피온카라히사르 주 | 6       |
| 아리 주             | 아리 주             | 4       |
| 악사라이 주         | 악사라이 주         | 4       |
| 아마시아 주         | 아마시아 주         | 3       |
| 앙카라 주           | 앙카라 주           | 32      |
|                     | 앙카라 주 (I)       | 13      |
|                     | 앙카라 주 (II)      | 11      |
|                     | 앙카라 주 (III)     | 12      |
| 안탈리아 주         | 안탈리아 주         | 16      |
| 아르다한 주         | 아르다한 주         | 2       |
| 아르트빈            | 아르트빈            | 2       |
| 아이딘              | 아이딘              | 8       |
| 발리케시르 주       | 발리케시르 주       | 9       |
| 바르틴 주           | 바르틴 주           | 2       |

| 선거구          | 선거구          | 의원수 |
| --------------- | --------------- | ------ |
| 바트만 주       | 바트만 주       | 5      |
| 바이부르트 주   | 바이부르트 주   | 1      |
| 빌레지크 주     | 빌레지크 주     | 2      |
| 빙괼 주         | 빙괼 주         | 3      |
| 비틀리스 주     | 비틀리스 주     | 3      |
| 볼루 주         | 볼루 주         | 3      |
| 부르두르 주     | 부르두르 주     | 3      |
| 부르사 주       | 부르사 주       | 20     |
|                 | 부르사 주 (I)   | 10     |
|                 | 부르사 주 (II)  | 10     |
| 차나칼레 주     | 차나칼레 주     | 4      |
| 창키리 주       | 창키리 주       | 2      |
| 초룸 주         | 초룸 주         | 4      |
| 데니즐리 주     | 데니즐리 주     | 8      |
| 디야르바크르 주 | 디야르바크르 주 | 12     |
| 뒤즈제 주       | 뒤즈제 주       | 3      |

| 선거구          | 선거구            | 의원수 |
| --------------- | ----------------- | ------ |
| 에디르네 주     | 에디르네 주       | 3      |
| 엘라즈으 주     | 엘라즈으 주       | 5      |
| 에르진진 주     | 에르진진 주       | 2      |
| 에르주룸 주     | 에르주룸 주       | 6      |
| 에스키셰히르 주 | 에스키셰히르 주   | 7      |
| 가지안테프 주   | 가지안테프 주     | 14     |
| 기레순 주       | 기레순 주         | 4      |
| 귀뮈쉬하네 주   | 귀뮈쉬하네 주     | 2      |
| 학카리 주       | 학카리 주         | 3      |
| 하타이 주       | 하타이 주         | 11     |
| 이으드르 주     | 이으드르 주       | 2      |
| 이스파르타 주   | 이스파르타 주     | 4      |
| 이스탄불 주     | 이스탄불 주       | 98     |
|                 | 이스탄불 주 (I)   | 35     |
|                 | 이스탄불 주 (II)  | 28     |
|                 | 이스탄불 주 (III) | 35     |

| 선거구            | 선거구            | 의원수 |
| 이즈미르 주       | 이즈미르 주       | 28     |
| ----------------- | ----------------- | ------ |
|                   | 이즈미르 주 (I)   | 14     |
|                   | 이즈미르 주 (II)  | 14     |
| 카흐라만마라쉬 주 | 카흐라만마라쉬 주 | 8      |
| 카르스 주         | 카르스 주         | 3      |
| 카스타모누 주     | 카스타모누 주     | 3      |
| 카라뷔크 주       | 카라뷔크 주       | 3      |
| 카라만 주         | 카라만 주         | 3      |
| 카이세리 주       | 카이세리 주       | 10     |
| 킬리스 주         | 킬리스 주         | 2      |
| 크르클라렐리 주   | 크르클라렐리 주   | 3      |
| 크르칼레 주       | 크르칼레 주       | 3      |
| 크르셰히르 주     | 크르셰히르 주     | 2      |
| 코자엘리 주       | 코자엘리 주       | 13     |
| 코니아 주         | 코니아 주         | 15     |
| 퀴타히아 주       | 퀴타히아 주       | 5      |

| 선거구        | 선거구        | 의원수 |
| ------------- | ------------- | ------ |
| 말라티아 주   | 말라티아 주   | 6      |
| 마니사 주     | 마니사 주     | 10     |
| 마르딘 주     | 마르딘 주     | 6      |
| 메르신 주     | 메르신 주     | 13     |
| 무을라 주     | 무을라 주     | 7      |
| 무슈 주       | 무슈 주       | 4      |
| 네브셰히르 주 | 네브셰히르 주 | 3      |
| 니데 주       | 니데 주       | 3      |
| 오르두 주     | 오르두 주     | 6      |
| 오스마니예 주 | 오스마니예 주 | 4      |
| 리제 주       | 리제 주       | 3      |
| 사카리아 주   | 사카리아 주   | 7      |
| 삼순 주       | 삼순 주       | 9      |
| 시이르트 주   | 시이르트 주   | 3      |
| 시노프 주     | 시노프 주     | 2      |
| 시바스 주     | 시바스 주     | 5      |

| 선거구        | 선거구        | 의원수 |
| ------------- | ------------- | ------ |
| 샨르우르파 주 | 샨르우르파 주 | 14     |
| 시으르나크 주 | 시으르나크 주 | 4      |
| 테키르다 주   | 테키르다 주   | 7      |
| 토카트 주     | 토카트 주     | 5      |
| 트라브존 주   | 트라브존 주   | 6      |
| 툰젤리 주     | 툰젤리 주     | 2      |
| 우샤크 주     | 우샤크 주     | 3      |
| 반 주         | 반 주         | 8      |
| 얄로바 주     | 얄로바 주     | 3      |
| 요즈가트 주   | 요즈가트 주   | 4      |
| 종굴다크 주   | 종굴다크 주   | 5      |
| 총합          | 총합          | 600    |

#### 2015년 11월 총선과의 변화
2015년 11월 튀르키예 총선 이후에 선거위원회는 총 34개 선거구의 의원수를 조정했는데, 다음과 같다. 앙카라 주에 있던 2개 선거구는 3개 선거구로 분할되었고 부르사 주 선거구도 2개 선거구로 분할되었다.

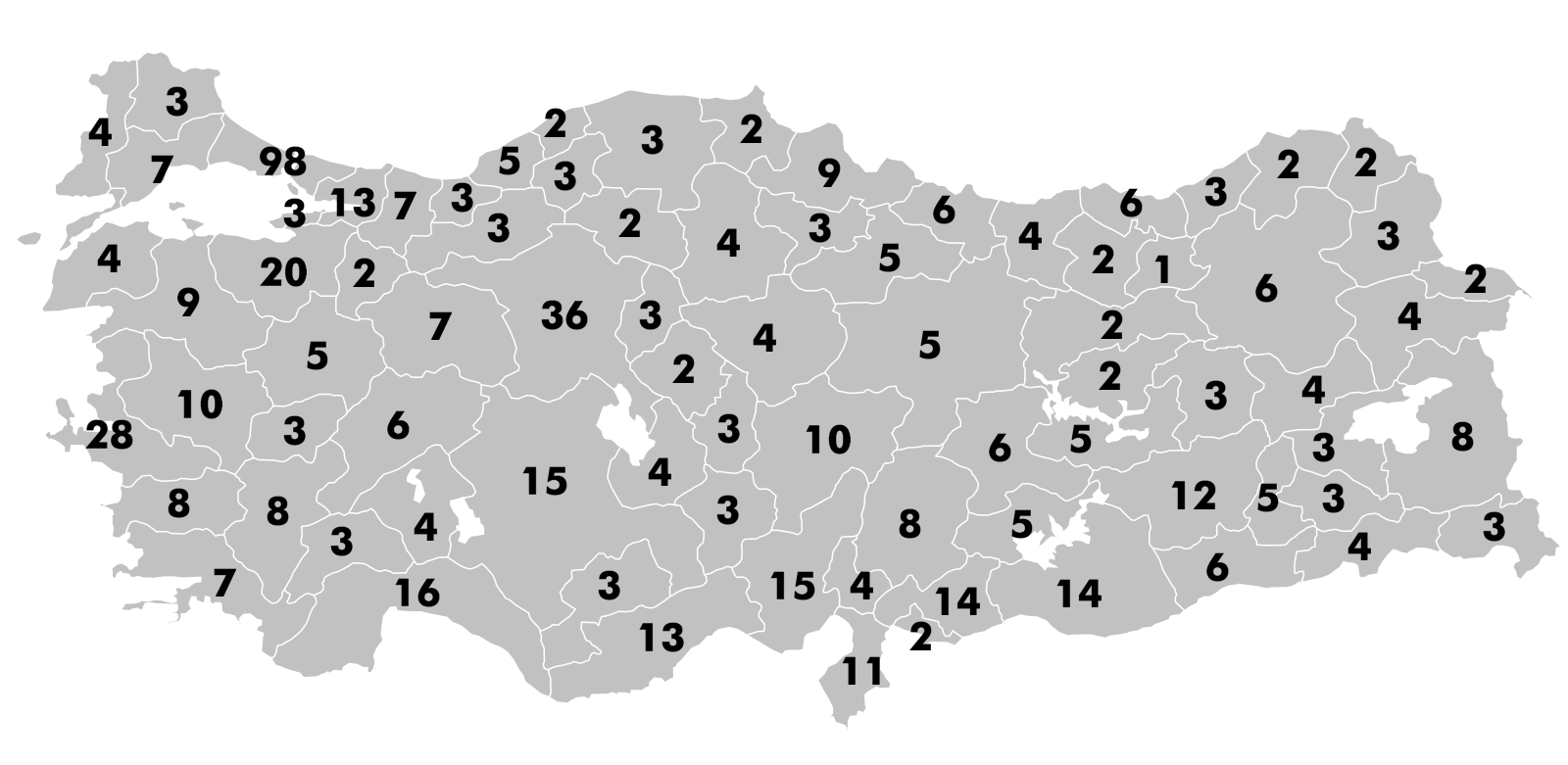
2018년 총선에서 선거구별로 당선된 의원 수

| 선거구              | 선거구              | ±   |
| ------------------- | ------------------- | --- |
| 아다나 주           | 아다나 주           | 1   |
| 아피온카라히사르 주 | 아피온카라히사르 주 | 1   |
| 악사라이 주         | 악사라이 주         | 1   |
| 앙카라 주           | 앙카라 주           | 4   |
|                     | 앙카라 주 (I)       | 5   |
|                     | 앙카라 주 (II)      | 3   |
|                     | 앙카라 주 (III)     | New |
| 안탈리아 주         | 안탈리아 주         | 1   |
| 아이딘 주           | 아이딘 주           | 2   |
| 발리케시르 주       | 발리케시르 주       | 1   |
| 바트만 주           | 바트만 주           | 1   |

| 선거구          | 선거구          | ±   |
| --------------- | --------------- | --- |
| 바이부르트 주   | 바이부르트 주   | 1   |
| 부르사 주       | 부르사 주       | 2   |
|                 | 부르사 주 (I)   | New |
|                 | 부르사 주 (II)  | New |
| 데니즐리 주     | 데니즐리 주     | 1   |
| 디야르바크르 주 | 디야르바크르 주 | 1   |
| 에디르네 주     | 에디르네 주     | 1   |
| 에르주룸 주     | 에르주룸 주     | 1   |
| 에스키셰히르 주 | 에스키셰히르 주 | 1   |
| 가지안테프 주   | 가지안테프 주   | 2   |
| 하타이 주       | 하타이 주       | 1   |

| 선거구      | 선거구            | ±  |
| 이스탄불 주 | 이스탄불 주       | 10 |
| ----------- | ----------------- | -- |
|             | 이스탄불 주 (I)   | 4  |
|             | 이스탄불 주 (II)  | 2  |
|             | 이스탄불 주 (III) | 4  |
| 이즈미르 주 | 이즈미르 주       | 1  |
|             | 이즈미르 주 (I)   | 1  |
|             | 이즈미르 주 (II)  | 1  |
| 카라뷔크 주 | 카라뷔크 주       | 1  |
| 카라만 주   | 카라만 주         | 1  |
| 카이세리 주 | 카이세리 주       | 1  |
| 코자엘리 주 | 코자엘리 주       | 2  |

| 선거구        | 선거구        | ± |
| ------------- | ------------- | - |
| 코니아 주     | 코니아 주     | 1 |
| 퀴타히아 주   | 퀴타히아 주   | 1 |
| 마니사 주     | 마니사 주     | 1 |
| 메르신 주     | 메르신 주     | 2 |
| 무을라 주     | 무을라 주     | 1 |
| 무슈 주       | 무슈 주       | 1 |
| 오르두 주     | 오르두 주     | 1 |
| 샨르우르파 주 | 샨르우르파 주 | 2 |
| 테키르다 주   | 테키르다 주   | 1 |
| 얄로바 주     | 얄로바 주     | 1 |

## 참여 정당
이번 선거에 참여한 정당은 다음과 같다 (투표 용지 순).
| Ballot # | 선거연합 | 선거연합 | 정당 | 정당                                         | 정당                                            | 이데올로기                               | 당수                      |
| -------- | -------- | -------- | ---- | -------------------------------------------- | ----------------------------------------------- | ---------------------------------------- | ------------------------- |
| 1        |          | 인민동맹 |      | AKP                                          | 정의개발당 Adalet ve Kalkınma Partisi           | 사회보수주의, 국민보수주의               | 레제프 타이이프 에르도안  |
| 2        |          | 인민동맹 | MHP  | 민족주의자 운동당 Milliyetçi Hareket Partisi | 튀르키예 내셔널리즘, 사회보수주의, 국민보수주의 | 데블레트 바흐첼리                        |                           |
|          |          |          |      |                                              |                                                 |                                          |                           |
| 3        | None     | None     |      | HÜDAPAR                                      | 자유경우당 Hür Dava Partisi                     | 이슬람주의                               | 제케리야 야페치올루       |
| 4        | None     | None     |      | VATAN                                        | 애국당 Vatan Partisi                            | 과학적 사회주의, 케말주의, 좌익 국민주의 | 돌우 페린스크             |
| 5        | None     | None     |      | HDP                                          | 인민민주당 Halkların Demokratik Partisi         | 세속주의, 민주사회주의, 소수 권리        | 페르빈 불단 세자이 테멜리 |
|          |          |          |      |                                              |                                                 |                                          |                           |
| 6        |          | 국민동맹 |      | CHP                                          | 공화인민당 Cumhuriyet Halk Partisi              | 케말주의, 사회민주주의, 세속주의         | 케말 클르치다롤루         |
| 7        |          | 국민동맹 | SP   | 행복당 Saadet Partisi                        | 이슬람주의, 종교적 보수주의                     | 테멜 카라모야일루                        |                           |
| 8        |          | 국민동맹 | İYİ  | 좋은당 İyi Parti                             | 자유보수주의, 케말주의, 튀르키예 내셔널리즘     | 메랄 악셰네르                            |                           |

## 선거 결과
| 정당 연합              | 정당 연합                               | 정당                                    | 정당                                    | 득표       | 득표   | 득표  | 의석 | 의석  | 의석   |
| 정당 연합              | 정당 연합                               | 정당                                    | 정당                                    | #          | %      | ±     | #    | ±     | %      |
| ---------------------- | --------------------------------------- | --------------------------------------- | --------------------------------------- | ---------- | ------ | ----- | ---- | ----- | ------ |
|                        | 인민 동맹 Cumhur İttifakı               |                                         | 정의개발당 Adalet ve Kalkınma Partisi   | 21,335,579 | 42.56  | -6.94 | 295  | -22   | 49.17  |
|                        | 인민 동맹 Cumhur İttifakı               | 민족운동당 Milliyetçi Hareket Partisi   | 5,564,517                               | 11.10      | -0.80  | 49    | +9   | 8.17  |        |
| 인민 동맹              | 인민 동맹                               | 인민 동맹                               | 26,900,096                              | 53.66      | -7.74  | 344   | -13  | 57.33 |        |
|                        | 민족 동맹 Millet İttifakı               |                                         | 공화인민당 Cumhuriyet Halk Partisi      | 11,348,899 | 22.64  | -2.68 | 146  | +12   | 24.33  |
|                        | 민족 동맹 Millet İttifakı               | 좋은당 İyi Parti                        | 4,990,710                               | 9.96       | New    | 43    | New  | 7.17  |        |
|                        | 민족 동맹 Millet İttifakı               | 행복당 Saadet Partisi                   | 673,731                                 | 1.34       | +0.66  | 0     | ±0   | 0.00  |        |
| 민족 동맹              | 민족 동맹                               | 민족 동맹                               | 17,013,340                              | 33.94      | +7.94  | 189   | +55  | 31.50 |        |
|                        | 인민민주당 Halkların Demokratik Partisi | 인민민주당 Halkların Demokratik Partisi | 인민민주당 Halkların Demokratik Partisi | 5,866,309  | 11.70  | +0.94 | 67   | +8    | 11.17  |
|                        |                                         |                                         |                                         |            |        |       |      |       |        |
|                        | 자유경우당 Hür Dava Partisi             | 자유경우당 Hür Dava Partisi             | 자유경우당 Hür Dava Partisi             | 157,612    | 0.31   | +0.31 | 0    | ±0    | 0.00   |
|                        | 애국당 Vatan Partisi                    | 애국당 Vatan Partisi                    | 애국당 Vatan Partisi                    | 117,779    | 0.23   | -0.02 | 0    | ±0    | 0.00   |
|                        | 기타 Diğer                              | 기타 Diğer                              | 기타 Diğer                              | 75,283     | 0.15   | -1.44 | 0    | ±0    | 0.00   |
|                        |                                         |                                         |                                         |            |        |       |      |       |        |
| 무효/기권              | 무효/기권                               | 무효/기권                               | 무효/기권                               | 1,053,310  | –      | –     | –    | –     | –      |
| 합계                   | 합계                                    | 합계                                    | 합계                                    | 51,183,729 | 100.00 | –     | 600  | +50   | 100.00 |
| 유권자/투표율          | 유권자/투표율                           | 유권자/투표율                           | 유권자/투표율                           | 59,354,840 | 86.23  | +1.05 | –    | –     | –      |
|                        |                                         |                                         |                                         |            |        |       |      |       |        |
| Source: Anadolu Ajansı |                                         |                                         |                                         |            |        |       |      |       |        |

| 득표율     | 득표율     | 득표율 | 득표율 | 득표율 |
| ---------- | ---------- | ------ | ------ | ------ |
|            |            |        |        |        |
| 정의개발당 | 정의개발당 |        | 42.56% | 42.56% |
| 공화인민당 | 공화인민당 |        | 22.64% | 22.64% |
| 인민민주당 | 인민민주당 |        | 11.70% | 11.70% |
| 민족운동당 | 민족운동당 |        | 11.10% | 11.10% |
| 좋은당     | 좋은당     |        | 9.96%  | 9.96%  |
| 기타       | 기타       |        | 1.87%  | 1.87%  |

| 의석율     | 의석율     | 의석율 | 의석율 | 의석율 |
| ---------- | ---------- | ------ | ------ | ------ |
|            |            |        |        |        |
| 정의개발당 | 정의개발당 |        | 49.17% | 49.17% |
| 공화인민당 | 공화인민당 |        | 24.33% | 24.33% |
| 인민민주당 | 인민민주당 |        | 11.17% | 11.17% |
| 민족운동당 | 민족운동당 |        | 8.17%  | 8.17%  |
| 좋은당     | 좋은당     |        | 7.17%  | 7.17%  |

| 동맹      | 동맹      | 동맹 | 동맹   | 동맹   |
| --------- | --------- | ---- | ------ | ------ |
|           |           |      |        |        |
| 인민 동맹 | 인민 동맹 |      | 53.66% | 53.66% |
| 민족 동맹 | 민족 동맹 |      | 33.94% | 33.94% |
| 기타      | 기타      |      | 12.40% | 12.40% |

## 같이 보기
- 2018년 튀르키예 대통령 선거